# Parabraxas davidi
Parabraxas davidi is een vlinder uit de familie van de Epicopeiidae. De wetenschappelijke naam van de soort is voor het eerst geldig gepubliceerd in 1885 door Oberthür.